# Dan Bar-On
Dan Bar-On (hebräisch דן בר-און; * 3. Oktober 1938 in Haifa; † 4. September 2008 in Tel Aviv) war ein israelischer Psychologe, Therapeut, Holocaust- und Friedensforscher.

## Biographie
Dan Bar-On wurde 1938 in der Hafenstadt Haifa im damals britischen Mandatsgebiet Palästina als Sohn deutsch-jüdischer Eltern aus Hamburg geboren. Er lebte 25 Jahre im Kibbuz Revivim im Negev, unter anderem als Landwirt und Pädagoge.
Dan Bar-On studierte zunächst Landwirtschaft, später dann Psychologie und erhielt 1975 den Master of Arts in Psychologie. Anschließend arbeitete er im Kibbuz-Krankenhaus, wo er sich auf Therapie und Holocaustforschung spezialisierte und Kinder von Holocaust-Überlebenden interviewte. 1981 schloss er seine Promotion an der Hebräischen Universität in Jerusalem ab, 1983 ging er als Post-Doktorand mit einem Fulbright-Stipendium an das Massachusetts Institute of Technology (MIT).
1985 reiste Dan Bar-On nach Deutschland und sprach mit den Kindern von Nazi-Tätern. Daraus entstand das 1989 auf Englisch erschienene Buch Legacy of Silence: Encounters with Children of the Third Reich, das 1993 auf Deutsch als Die Last des Schweigens erschien und auch ins Hebräische, Französische und Japanische übersetzt wurde. 
1992 initiierte Bar-On den Gesprächskreis „To Reflect and Trust“ zwischen Täter- und Opferkindern des Holocaust, dem auch Martin Bormann junior angehörte. Bis 1996 traf sich diese erste TRT-Gruppe sechs mal. 1998 entschloss sich die TRT-Gruppe dazu, ihre Erfahrungen mit Menschen aus anderen Konfliktgebieten zu teilen: Südafrika, Nordirland und den Nahen Osten und fuhr in diese Länder um Gruppenmitglieder auzuwählen und organisierte ein gemeinsames Treffen in Hamburg.
Dan Bar-On veröffentlichte mehrere Bücher zum Thema Dialog in Konfliktsituationen und arbeitete für Verständigung im israelisch-palästinensischen Konflikt.
2006 bis 2008 leitete er mit Unterstützung der Körber-Stiftung das „Dan Bar-On Dialogue Training – Storytelling in Conflict“, um Mediatoren im Bereich der interkulturellen Dialogarbeit in verschiedenen Teilen der Welt auszubilden. Bar-On war bis 2007 Professor für Psychologie an der Ben-Gurion-Universität im Negev in Beʾer Scheva. 1998 und 2002/3 hatte er den Ida E. Chair for Holocaust and Genocide Studies am Stockton College in New Jersey inne, wo er 1999 den Ehrendoktortitel verliehen bekam. 1996 erhielt er den David Lopatie Chair for Post-Holocaust Psychological Studies. 
Mit dem palästinensischen Professor für Pädagogik und Soziologie an der Universität Bethlehem Sami Adwan gründete und leitete Dan Bar-On ab 1998 PRIME, das Peace Research Institute in the Middle East mit Sitz in Bait Dschala. Bar-On und Adwan erarbeiteten ab 2002 mit je sechs israelischen und palästinensischen Lehrern ein Geschichtsbuch, das die israelisch-palästinensische Geschichte für beide Seiten annehmbar darstellen sollte, so dass voneinander gelernt werden konnte, indem in einer Spalte die israelische, in einer anderen Spalte die palästinensische Sicht der Geschehen dargestellt wurde und dazwischen Platz für eigene Sichtweisen, Anmerkungen und Notizen. Obwohl das Buch international viel Anerkennung erfuhr und von israelisch-palästinensischen Friedensinitiativen unterstützt wurde, untersagten sowohl das israelische als auch das palästinensische Schulministerium im Jahr 2010 den Einsatz im Schulunterricht.  In Haifa, wo noch eine kleine arabische Minderheit lebt, wurden zwischen 2002 und 2004 je 150 Interviews mit israelischen Juden und Palästinensern über deren von der Staatsgründung und der Vertreibung der meisten Palästinenser im ersten arabisch-israelischen Krieg im Jahr 1948 geprägten Lebensgeschichte aufgenommen.
Für das US-amerikanische Frühlingssemester 2007 erhielt Bar-On, gemeinsam mit Sami Adwan, ein Fulbright-Stipendium an der Monmouth-Universität in New Jersey.
Bar-On starb am 4. September 2008 im Alter von 69 Jahren infolge einer schweren Krebserkrankung in Tel Aviv.
Bar-On war verheiratet und wurde Vater von vier Kindern.

## Nachlass
Tochter Yaraah Bar-On hat 2024 dem Jenaer Zentrum für Versöhnungsforschung an der Universität Jena die Tonbandaufnahmen Bar-Ons als Nachlass überreicht. Mit Hilfe des Multimediazentrums der Universität sollen die Bänder digitalisiert und von der Thüringer Universitäts- und Landesbibliothek für künftige Forschungen zur Verfügung gestellt werden.

## Auszeichnungen
- Bundesverdienstkreuz 1. Klasse, für sein Engagement für Frieden und Verständigung (7. September 2001)[12]
- 2001: Internationaler Alexander Langer Preis (mit Sami Adwan)[13]
- 2003: Erich-Maria-Remarque-Friedenspreis (mit Mahmud Darwisch)[14][15]
- 2005: Victor-Goldberg-Preis für Frieden im Nahen Osten mit Sami Adwan[16][17]

## Werke (Auswahl)
- Mit Sami Adwan, Eyal Naveh: Des Geschichte des Anderen kennen lernen. Israel und Palästina im 20. Jahrhundert. Campus, Frankfurt 2015, ISBN 978-3-593-50281-6 (campus.de [PDF]).
- Mit  Sami Adwan, Eyal Naveh: Side by Side: Parallel Histories of Israel-Palestine. The New Press, New York City 2012, ISBN 978-1-59558-683-4 (issuu.com).
- Mit Julia Chaitin: Parenthood and the Holocaust. Wallstein, 2008, ISBN 978-3-8353-0288-4 (englisch). (Zusammenfassung engl.)
- Mit Léon Wurmser, Micha Hilgers und Maria Spychiger: Scham – Beschämung – Anerkennung. Erinnern und Lernen. Texte zur Menschenrechtspädagogik 3, Lit Verlag 2007
- Mit Christiane Walesch-Schneller, Friedel Scheer-Nahor und Elaine Wolff: Dan Bar-On: Closer than is appears / Näher als es scheint. Tänze für das Blaue Haus. Modo, 2007, ISBN 978-3-937014-64-7.
- Erzähl dein Leben! Meine Wege zur Dialogarbeit und politischen Verständigung. edition Körber-Stiftung, Hamburg 2003, ISBN 978-3-89684-044-8 (e-bookshelf.de [PDF]).
- Die Last des Schweigens. Gespräche mit Kindern von NS-Tätern, 2003. edition Körber Stiftung, Hamburg 2003, ISBN 978-3-89684-435-4 (e-bookshelf.de [PDF] Originaltitel: Legacy of Silence: Encounters with Children of the Third Reich. Harvard 1989. Erstausgabe: Campus, 1993).
- Mit Sami Adwan, Adnan Musallam und Eyal Naveh: Das Historische Narrativ des Anderen kennen lernen – Palästinenser und Israelis – Eine Schulbuchinitiative als Beitrag zur Verständigung in Israel und Palästina, PRIME Peace Research Institute in the Middle East, 2003 / Berghof Conflict Research, Deutsche Übersetzung 2009, als PDF auf der Website des Berghof Conflict Research Institutes
- Die „Anderen“ in uns. Dialog als Modell der interkulturellen Konfliktbewältigung. 2., überarbeitete Auflage. edition Körber-Stiftung, Hamburg 2006, ISBN 978-3-89684-061-5.
- Den Abgrund überbrücken. Mit persönlicher Geschichte politischen Feindschaften begegnen. edition Körber-Stiftung, 2002, ISBN 978-3-89684-031-8 (englisch: Bridging the Gap. Storytelling as a way to work through political and colective hostilities. 2001.).
- Tell your Life Story. Creating Dialogue among Jews and Germans, Israelis and Palestinians. Central European University Press, Budapest 2006, ISBN 978-963-7326-70-7 (epdf.pub [PDF]).
- The Indescribable and the Undiscussable. Reconstructing Human Discourse after Trauma. Central European University Press, Budapest 1999, ISBN 963-9116-33-5 (archive.org [PDF]).
- Furcht und Hoffnung. Von den Überlebenden zu den Enkeln – drei Generationen des Holocaust. Europäische Verlagsanstalt, Wien 1997, ISBN 3-434-50420-6 (englisch: Fear and Hope: Life-Stories of Five Israeli Families of Holocaust Survivors, Three Generations in a Family. Cambridge 1995.).

### Herausgeberschaft
- Mit Konrad Brendler und A. Paul Hare: Da ist etwas kaputtgegangen an den Wurzeln… Identitätsformation deutscher und israelischer Jugendlicher im Schatten des Holocaust. Campus, Frankfurt 1997, ISBN 978-3-593-35500-9.
- Der Holocaust: familiale und gesellschaftliche Folgen - Aufarbeitung in Wissenschaft und Erziehung? Ergebnisse eines Internationalen Forschungs-Kolloquiums an der Bergischen Universität - Gesamthochschule Wuppertal. Bergischen Universität - Gesamthochschule Wuppertal, Wuppertal 1988.

### Aufsätze und Buchbeiträge
- Transitional Justice & Dealing with the Past. In: Berghof Foundation (Hrsg.): Berghof Glossary on Conflict Transformation. 20 notions for theory and practice. Berghof Foundation, Berlin 2012, S. 111–115 (berghof-foundation.org [PDF]).
- Reconciliation revisited. For more conceptual and empirical clarity. David Ben Gurion University, Beer Sheva (englisch, archive.org [PDF]).
- Mit Sami Adwan: The Prime shared History Project: Peace-Building Project Under Fire1. In: Yaacov Iram, Hillel Wahrman, Zehavit Gross (Hrsg.): Educating Toward a Culture of Peace. 2006, ISBN 978-1-59311-483-1, S. 309–323 (vispo.com [PDF]).
- Die Erinnerung an den Holocaust in Israel und Deutschland. bpb, Bonn 11. April 2005 (bpb.de).
- Mit Fatma Kassem: Storytelling as a Way to Work Through Intractable Conflicts: The German-Jewish Experience and Its Relevance to the Palestinian-Israeli Context. In: Journal of Social Issues. Band 60, Nr. 2. Wiley, 2004, S. 289–306, doi:10.1111/j.0022-4537.2004.00112.x (wiley.com).
- Begegnung mit dem Holocaust: Israelische und deutsche Studenten im Prozeß des Durcharbeitens. In: Spuren der Verfolgung: seelische Auswirkungen des Holocaust auf die Opfer und ihre Kinder. Bleicher, Gerlingen 1992, ISBN 978-3-88350-030-0, S. 167–197.
- Mit Amalia Gaon: "We Suffered Too": Nazi Children's Inability to Relate to the Suffering of the Victims of the Holocaust. In: Journal of Humanistic Psychology. Band 31, Nr. 4, 1991, S. 77–95, doi:10.1177/002216789131.
- Moral und unterschwelliges Streben nach Macht. Interview mit einem KZ-Arzt und seinem Sohn. In: Bios. Band 1, Nr. 2, 1988, S. 59–71 (ssoar.info [PDF]).

### Vorträge und Interviews
- "Sternstunde Religion": Der israelische Psychologe Dan Bar-On im Gespräch mit Brigitta Rotach. Eine Aufzeichnung vom 4. September 2004. In: SRF. 8. September 2008, abgerufen am 4. August 2025.

## Weiterführende Literatur
- Veronique Dudouet, Martina Fischer, Beatrix Schmelzle: Dealing with the Past in Israel-Palestine and in the Western Balkan. Developing Practice and Research. Story-telling in Conflict: Dan Bar-On meets Peace Activists from the Western Balkans. Workshop, 14-15 February 2008. Berghof Research Center, Berlin 2008 (berghof-foundation.org [PDF]).
- Gründler Elisabeth: Dialog mit dem Feind. In: Psychologie heute. 2001 (nahostfrieden.ch [PDF]).
- Lena Inowlocki: Innerer Dialog, Erzählen und Zuhören als Schritte zur Überwindung monolithischer Identitätskonstruktionen. Zur Aktualität der Ansätze von Dan Bar-On für die politische Bildung. In: Hessische Blätter. Band 2. wbv, 2011, S. 143–151 (utb.de [PDF]).
- Alexandra Senfft: Pionier des Dialogs. Zum Tod des israelischen Psychologen und Friedensarbeiters Dan Bar-On, Online lesbar in: Jüdische Allgemeine Nr. 37/08, 11. September 2008